# Rainbow/PUSH
Rainbow/PUSH es una organización sin ánimo de lucro formada a partir de la fusión de dos organizaciones de ese tipo: Operation PUSH («People United to Save Humanity»: «Unidad popular para salvar a la humanidad») y la National Rainbow Coalition, fundada por Jesse Jackson. Estas organizaciones trabajan en pro de la justicia social y los derechos civiles a través del activismo político.
En diciembre de 1971, Jackson abandonó la Operation Breadbasket tras sus enfrentamientos con el reverendo Ralph Abernathy y fundó Operation PUSH. Jackson fundó luego en 1984 National Rainbow Coalition que fusionó con PUSH en 1996. La nueva organización situó su cuartel general nacional en el sur de Chicago y diversas sucursales en Washington, Nueva York, Los Ángeles, Detroit, Houston, Atlanta, Silicon Valley y Nueva Orleans.
La Operatión PUSH tuvo éxito en su tarea de conseguir el apoyo de la opinión pública a la hora de iniciar una acción corporativa y de aspirar al gobierno. La coalición «National Rainbow» se convirtió en una importante organización política que consiguió el reconocimiento público en numerosos temas políticos y consolidó un significativo cuerpo de votantes. La entidad fusionada ha llevado a cabo numerosas iniciativas sociales.

## Historia

### Fundación
Jesse Jackson en 1971 fundó "Operation PUSH" (Personas Unidas para Salvar a la Humanidad), una organización con sede en Chicago en la que abogó por la autoayuda negra y logró una amplia audiencia por sus puntos de vista liberales. En 1984 estableció la "National Rainbow Coalition", que buscaba la igualdad de derechos para los afroamericanos, las mujeres y los homosexuales. Estas dos organizaciones se fusionaron en 1996 para formar la Coalición Rainbow/PUSH.